# Haydn Morris
Haydn Morris (Llanarthne (Carmarthenshire), 18 februari 1891 – Llanelli, 21 december 1965) was een Welsh componist, dirigent, organist en kornettist. 

## Levensloop
Morris was het zevende en jongste kind van het echtpaar Richard en Rachel Morris. Zijn vader was van beroep een kolenbrander. Hij verloor zijn ouders al in jonge jaren. Vanaf 12-jarige leeftijd was hij werkzaam in een mijn en bleef in deze functie tot 1916, als hij besloot muziek te gaan studeren. Hij was al vroeg met muziek in contact gekomen en kreeg lessen van plaatselijke muziekleraren en vanaf 1916 bij David Vaughan Thomas in Swansea. Vanaf 1918 werd hij toegelaten voor het studie aan de Royal Academy of Music in Londen en studeerde aldaar tot 1922. Tijdens zijn studie won hij de Oliveria Prescott-prijs voor compositie en kreeg een bijzondere aanbeveling van Edward Elgar. In 1923 behaalde hij zijn Bachelor of Music. In 1943 behaalde hij zijn Doctor of Musical Arts aan de New York-universiteit.
Hij werd docent aan de Royal Academy of Music en in Canada vanaf 1923. Verder was hij werkzaam als organist en dirigent aan kerken in Wales, namelijk de St. Marys Catholic Church in Carmarthen (tot 1926), de Soar Chapel in Merthyr Tydfil (1926-1928) en de Capel Als in Llanelli (1928-1960). In Llanelli was hij werkzaam als muziekleraar, dirigent en componist. Met de Llansaint Silver brassband naam hij op 17 oktober 1964 als dirigent in de 4e sectie aan de National Brassband Championship of Great Britain deel. Verder was hij dirigent van de Ammanford Silver Band
Hij was ook een veelgevraagd jurylid bij muziekwedstrijden. Morris wordt beschouwd als een van de drie bekende componisten tussen de Eerste Wereldoorlog en de Tweede Wereldoorlog die hun studie met een beurs van de Welsh National Eisteddfod konden financieren; de twee anderen waren William Bradwen (Arthur) Jones (1892-1970) en William Albert Williams (1909-1946). In meer dan 40 jaar componisten werkzaamheden won hij meer dan 60 compositieprijzen van deze instelling (Welsh National Eisteddfod). Hij schreef meer dan 450 werken voor vele genres zoals opera's, operettes, liederen, cantates en stukken voor brassbands, piano, strijkers en orkest. 
Zijn zoon Wyn Morris (1929-2010) was een bekend dirigent. 

## Composities

### Werken voor orkest
- Playtime Suite, voor strijkorkest
- Sextet voor strijkorkest Canonic
- Gipsy Dances, voor orkest
- The Cambrian Concerto, voor piano en orkest
- Hyfrydwch yr ifang voor orkest
- Laughter & Love, suite
- Y delyn aur voor orkest
- Brythonic rhapsody voor orkest

### Werken voor brassband
- 1931 Springtime suite (verplicht werk voor de British Open Championship in september 1931)
- 1934 Maesgarmon, symfonisch gedicht (verplicht werk voor de British Open Championship in 1934 in de Belle Vue May Contest (Class A) in Manchester)
- Hwiangerdd Mair (Suai’r gwynt)
- Summertime, suite

### Muziektheater

#### Opera's
| Voltooid in | titel                                       | aktes       | première | libretto                                                                 |
| ----------- | ------------------------------------------- | ----------- | -------- | ------------------------------------------------------------------------ |
| 1926        | Y Ferch o Gefn Ydfa (The Maid of Cefn Ydfa) | 4 bedrijven |          | Llynfi Davies                                                            |
| 1943        | Gwyneth                                     | 3 bedrijven |          | Caerwyn, pseudoniem van Owen Ellis Roberts, naar een boek van Enoch Rees |

### Vocale muziek

#### Werken voor koor
- 1920 Awn tua'r goedwig (Away to the forest), voor vrouwenkoor - tekst: Gwili; Engelse vertaling: G. Bennett
- 1925 Suo gan, voor mannenkoor
- 1932 Hymn of the Moravian nuns at Bethlehem, voor achtstemmig gemengd koor - tekst: Henry Wadsworth Longfellow (1807-1882)
- 1965 Eleu Loro, voor mannenkoor - tekst: Walter Scott
- 1965 The nightingale, voor gemengd koor - tekst: Matthew Arnold
- Arwyr, voor mannenkoor
- Balchder Mai (In Pride of May), voor mannenkoor
- Cadlef Y Wereriniaeth, voor mannenkoor
- Come dear Amanda, voor mannenkoor - tekst: Thompson
- Hwiangerdd Mair (Mary's Lullaby), voor gemengd koor
- Llanfair P.G., voor mannenkoor
- Salm Bywyd, voor mannenkoor
- Hoff Flodau'r Haf (To Daffodils), voor gemengd koor - tekst: Caerwyn Owen Ellis Roberts
- Y Gwcw Fach/Cuckoo Dear, voor mannenkoor
- Y Mynach Du/The Black Monk, voor mannenkoor
- Y Rhaeadr, voor mannenkoor
- Yn Nheyrnas Diniweidrwydd (Bwlchderwin), voor mannenkoor

#### Liederen
- 1925 Suo gan, voor zangstem en piano - tekst: William Evans (1883-1968) onder zijn pseudoniem: Wil Ifan; Engelse vertaling: William Blake
- 1939 Chwerthin llon, voor sopraan (of tenor) en piano - tekst: Caerwyn  Owen Ellis Roberts; Engelse vertaling: William Blake
- 1964 Gemau'r Diwygiad. Detholiad o emynau poblogaidd y Diwygiad. Cyfieithiadau Cymraeg gan ... Dafydd Owen
- 1965 If there were dreams to sell, voor sopraan en piano - tekst: Thomas Lovell Beddoes (1803-1849)
- Heigh Ho, voor sopraan en orkest (of piano)
- Hoff Flodau'r Haf (To Daffodils), voor twee sopranen en piano - tekst: Caerwyn   Owen Ellis Roberts

### Werken voor harp
- Hwiangerdd Mair (Mary's Lullaby)